# Міхайн Лопес
Міхайн Лопес Нуньєс (ісп. Mijaín López Núñez, 20 серпня 1982) — кубинський борець греко-римського стилю, п'ятиразовий олімпійський чемпіон, п'ятиразовий чемпіон світу, дев'ятиразовий чемпіон Панамериканських чемпіонатів, чотириразовий чемпіон Панамериканських ігор, триразовий володар кубків світу.
Міхайн — молодший брат Мікеля Лопеса, відомого боксера, бронзового призера Олімпійських ігор 2004.

## Життєпис
Боротьбою почав займатися з 1993 року.
Виступав за борцівський клуб Серро Пеладо, Гавана. Тренер — Педро Валь.

## Спортивні результати на міжнародних змаганнях

### Виступи на Олімпіадах
| Змагання                    | Збірна | Вагова категорія                  | Місце  |
| --------------------------- | ------ | --------------------------------- | ------ |
| Літні Олімпійські ігри 2004 | Куба   | греко-римська боротьба, до 120 кг | 5      |
| Літні Олімпійські ігри 2008 | Куба   | греко-римська боротьба, до 120 кг | Золото |
| Літні Олімпійські ігри 2012 | Куба   | греко-римська боротьба, до 120 кг | Золото |
| Літні Олімпійські ігри 2016 | Куба   | греко-римська боротьба, до 130 кг | Золото |
| Літні Олімпійські ігри 2020 | Куба   | греко-римська боротьба, до 130 кг | Золото |
| Літні Олімпійські ігри 2024 | Куба   | греко-римська боротьба, до 130 кг | Золото |

### Виступи на Чемпіонатах світу
| Змагання                        | Збірна | Вагова категорія                  | Місце  |
| ------------------------------- | ------ | --------------------------------- | ------ |
| Чемпіонат світу з боротьби 2001 | Куба   | греко-римська боротьба, до 130 кг | 6      |
| Чемпіонат світу з боротьби 2002 | Куба   | греко-римська боротьба, до 120 кг | 13     |
| Чемпіонат світу з боротьби 2003 | Куба   | греко-римська боротьба, до 120 кг | 16     |
| Чемпіонат світу з боротьби 2005 | Куба   | греко-римська боротьба, до 120 кг | Золото |
| Чемпіонат світу з боротьби 2006 | Куба   | греко-римська боротьба, до 120 кг | Срібло |
| Чемпіонат світу з боротьби 2007 | Куба   | греко-римська боротьба, до 120 кг | Золото |
| Чемпіонат світу з боротьби 2009 | Куба   | греко-римська боротьба, до 120 кг | Золото |
| Чемпіонат світу з боротьби 2010 | Куба   | греко-римська боротьба, до 120 кг | Золото |
| Чемпіонат світу з боротьби 2011 | Куба   | греко-римська боротьба, до 120 кг | Срібло |
| Чемпіонат світу з боротьби 2014 | Куба   | греко-римська боротьба, до 130 кг | Золото |
| Чемпіонат світу з боротьби 2015 | Куба   | греко-римська боротьба, до 130 кг | Срібло |

### Виступи на Панамериканських чемпіонатах
| Змагання                                   | Збірна | Вагова категорія                  | Місце  |
| ------------------------------------------ | ------ | --------------------------------- | ------ |
| Панамериканський чемпіонат з боротьби 2002 | Куба   | греко-римська боротьба, до 120 кг | Золото |
| Панамериканський чемпіонат з боротьби 2003 | Куба   | греко-римська боротьба, до 120 кг | Срібло |
| Панамериканський чемпіонат з боротьби 2004 | Куба   | греко-римська боротьба, до 120 кг | Золото |
| Панамериканський чемпіонат з боротьби 2005 | Куба   | греко-римська боротьба, до 120 кг | Золото |
| Панамериканський чемпіонат з боротьби 2006 | Куба   | греко-римська боротьба, до 120 кг | Золото |
| Панамериканський чемпіонат з боротьби 2007 | Куба   | греко-римська боротьба, до 120 кг | Золото |
| Панамериканський чемпіонат з боротьби 2008 | Куба   | греко-римська боротьба, до 120 кг | Золото |
| Панамериканський чемпіонат з боротьби 2009 | Куба   | греко-римська боротьба, до 120 кг | Золото |
| Панамериканський чемпіонат з боротьби 2012 | Куба   | греко-римська боротьба, до 120 кг | Золото |
| Панамериканський чемпіонат з боротьби 2014 | Куба   | греко-римська боротьба, до 130 кг | Золото |

### Виступи на Панамериканських іграх
| Змагання                  | Збірна | Вагова категорія                  | Місце  |
| ------------------------- | ------ | --------------------------------- | ------ |
| Панамериканські ігри 2003 | Куба   | греко-римська боротьба, до 120 кг | Золото |
| Панамериканські ігри 2007 | Куба   | греко-римська боротьба, до 120 кг | Золото |
| Панамериканські ігри 2011 | Куба   | греко-римська боротьба, до 120 кг | Золото |
| Панамериканські ігри 2015 | Куба   | греко-римська боротьба, до 130 кг | Золото |
| Панамериканські ігри 2019 | Куба   | греко-римська боротьба, до 130 кг | Золото |

### Виступи на Кубках світу
| Змагання                    | Збірна | Вагова категорія                  | Місце  |
| --------------------------- | ------ | --------------------------------- | ------ |
| Кубок світу з боротьби 2005 | Куба   | греко-римська боротьба, до 120 кг | Золото |
| Кубок світу з боротьби 2006 | Куба   | греко-римська боротьба, до 120 кг | Золото |
| Кубок світу з боротьби 2009 | Куба   | греко-римська боротьба, до 120 кг | Золото |

### Виступи на інших змаганнях
| Змагання                                                        | Збірна | Вагова категорія                  | Місце  |
| --------------------------------------------------------------- | ------ | --------------------------------- | ------ |
| Центральноамериканські і Карибські ігри 2014 (Сан-Хуан)         | Куба   | греко-римська боротьба, до 130 кг | Золото |
| Центральноамериканські і Карибські ігри 2014 (Веракрус)         | Куба   | греко-римська боротьба, до 130 кг | Золото |
| Гран-прі Німеччини з боротьби 2002                              | Куба   | греко-римська боротьба, до 120 кг | Золото |
| Міжнародний меморіал Дейва Шульца 2003                          | Куба   | греко-римська боротьба, до 120 кг | Золото |
| Олімпійський кваліфікаційний турнір з боротьби 2004 (Новий Сад) | Куба   | греко-римська боротьба, до 120 кг | Золото |
| Гран-прі Німеччини з боротьби 2004                              | Куба   | греко-римська боротьба, до 120 кг | Золото |
| Гран-прі Німеччини з боротьби 2005                              | Куба   | греко-римська боротьба, до 120 кг | Золото |
| Чемпіонат світу з боротьби серед студентів 2005                 | Куба   | греко-римська боротьба, до 120 кг | Золото |
| Турнір Івана Піддубного 2008                                    | Куба   | греко-римська боротьба, до 120 кг | Бронза |
| Міжнародний меморіал Дейва Шульца 2008                          | Куба   | греко-римська боротьба, до 120 кг | Золото |
| Гран-прі Німеччини з боротьби 2008                              | Куба   | греко-римська боротьба, до 120 кг | Золото |
| Кубок Гранми з боротьби 2012                                    | Куба   | греко-римська боротьба, до 120 кг | Золото |
| Trophee Milone 2012                                             | Куба   | греко-римська боротьба, до 120 кг | Золото |
| Кубок Гранми з боротьби 2014                                    | Куба   | греко-римська боротьба, до 130 кг | Золото |
| Кубок Гранми з боротьби 2016                                    | Куба   | греко-римська боротьба, до 130 кг | Золото |
| Гран-прі Іспанії з боротьби 2016                                | Куба   | греко-римська боротьба, до 130 кг | Золото |
| Центральноамериканські і Карибські ігри 2018                    | Куба   | греко-римська боротьба, до 130 кг | Золото |

### Виступи на змаганнях молодших вікових груп
| Змагання                                                 | Збірна | Вагова категорія                  | Місце  |
| -------------------------------------------------------- | ------ | --------------------------------- | ------ |
| Чемпіонат світу з боротьби серед юніорів 1999            | Куба   | греко-римська боротьба, до 97 кг  | 9      |
| Чемпіонат світу з боротьби серед юніорів 2000            | Куба   | греко-римська боротьба, до 97 кг  | 8      |
| Панамериканський чемпіонат з боротьби серед юніорів 2002 | Куба   | вільна боротьба, до 120 кг        | Золото |
| Панамериканський чемпіонат з боротьби серед юніорів 2002 | Куба   | греко-римська боротьба, до 120 кг | Золото |